# سیارک ۹۹۵۷
سیارک ۹۹۵۷ (به انگلیسی: 9957 Raffaellosanti، نامگذاری:1991TO13) نه هزار و نهصد و پنجاه و هفتمین سیارک کشف شده‌است که در ۶ اکتبر ۱۹۹۱ کشف شد.
قدر مطلق سیارک برابر ۲۳.۴ است.